# Monika Bogdanowska
Monika Radomiła Bogdanowska (ur. 30 lipca 1962 w Krakowie) – polska konserwatorka dzieł sztuki, doktor habilitowana sztuk plastycznych, nauczycielka akademicka, w latach 2019–2021 małopolska wojewódzka konserwator zabytków.

## Życiorys
Urodziła się 30 lipca 1962 w Krakowie jako córka architekta Janusza Bogdanowskiego. W 1988 ukończyła studia z zakresu konserwacji dzieł sztuki na ASP w Krakowie. W 2005 obroniła rozprawę doktorską na Wydziale Architektury Politechniki Krakowskiej, a w 2012 uzyskała habilitację na swojej alma mater. Pracowała jako nauczycielka akademicka na Wydziale Architektury PK. W marcu 2019 została małopolską wojewódzką konserwator zabytków, stanowisko pełniła do września 2021. W 2022 została zastępczynią dyrektor Narodowego Instytutu Dziedzictwa.